# Alice May
Alice May (pseudoniem van Alie (Aaltje) de Vries) (Harlingen, 20 december 1954) is een Nederlands zangeres en componiste.

## Biografie
Alice May werd geboren als Alie de Vries en groeide op in Uitwellingerga. Ze begon al met haar oudere zus Caren Wood met zingen.

## Carrière
Zij vormde samen met haar zus het zangduo Maywood. Ze scheef voor Maywood ook de teksten en componeerde de muziek. Ze schreef voorts Wacht op mij voor Shannah voor het Nationaal Songfestival 1989. Maywood vertegenwoordigde Nederland op het Eurovisiesongfestival in 1990 in het toenmalige Joegoslavische Zagreb met het lied Ik wil alles met je delen. Daarmee behaalden zij de vijftiende plaats. In 1997 nam Alice May haar eigen cd single "Rise in the morning " op. In datzelfde jaar bracht ze ook nog voor de Family Help Programme Holland in Sri Lanka een kerstsingle uit, getiteld "One world family". Tegenwoordig geeft ze zang- en muzieklessen.

## Privé
Op 20 november 1996 trouwde Alice met zakenman Rob van Wijk. Hij overleed op 30 december 2000 ten gevolge van een hartstilstand. Op 7 oktober 2004 hertrouwde ze.